# Cancelloxus burrelli
Cancelloxus burrelli е вид бодлоперка от семейство Clinidae. Видът не е застрашен от изчезване.

## Разпространение и местообитание
Разпространен е в Южна Африка.
Обитава крайбрежията на полусолени водоеми, океани, морета и реки в райони със субтропичен климат.

## Описание
На дължина достигат до 12 cm.